# Édouard Le Roy
Édouard Louis Emmanuel Julien Le Roy (18. června 1870, Paříž – 10. listopadu 1954) byl francouzský filozof, představitel katolického modernismu, stoupenec H. Bergsona.
Věnoval se matematice, paleontologii a antropologii.

## Dílo
- Sur l'intégration des Equations de chaleur (1898)
- Science et philosophie (1899)
- Dogme et critique (1907)
- Une philosophie nouvelle : Henri Bergson (1912)
- Qu'est-ce-que la Science?: Réponse à André Metz (1926)
- L'Exige idealista et le fait de l'évolution (1927)
- Les Origines humaines et l'évolution de l'intelligence (1928)
- La pensée intuitivní. Le problème de Dieu (1929)
- Introduction à l'étude du problème religieux (1944)
- Essai d'une philosophie première : l'Exige idealista et l'Exige morale, 2 vol., Posthumes (1956-1958)